# Das Große Gehege (Gemälde)
Das Große Gehege ist ein um 1832 entstandenes Gemälde von Caspar David Friedrich. Seine Darstellung des Ostrageheges im Elbtal gilt in neuerer Zeit manchen als die „Krönung von Friedrichs Spätwerk“. Das Bild in Öl auf Leinwand im Format 73,5 cm × 102,5 cm befindet sich im Albertinum in Dresden und gehört zur Galerie Neue Meister der Staatlichen Kunstsammlungen.

## Bildbeschreibung
Das Gemälde zeigt einen Fluss bei Niedrigwasser oder ein Überschwemmungsgebiet mit Sand- und Schlamminseln. Zum Horizont hin wechseln sich Baumgruppen und Wiesenflächen ab. Zum rechten Bildrand hin erhebt sich ein Bergrücken. Über dem Horizont schwebt eine graue Wolkenbank, die nach oben im gelben Widerschein der Abendsonne zerfasert. Der Himmel, der drei Fünftel der Fläche einnimmt, verliert sich im Zenit in einem reinen hellen Grau. Die Färbung der Vegetation in kühlen, abgestuften Oliv- und Brauntönen zeigt den Herbst an. Ein Lastkahn segelt von rechts durch das Bild und deutet in der menschenleeren Landschaft auf Leben hin. Das Bild scheint einen flüchtigen Augenblick zu fixieren. 

## Bild und Topografie

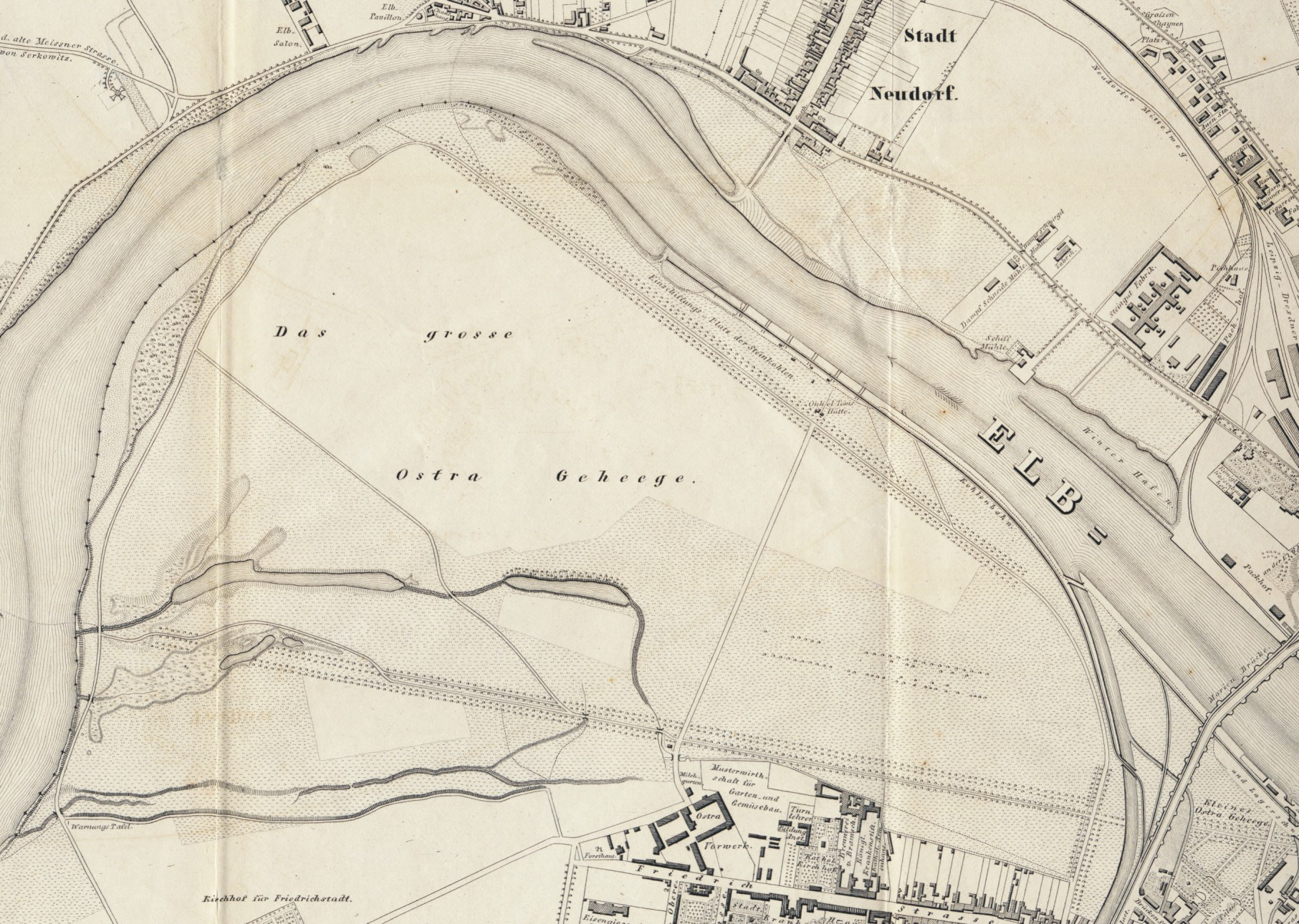
Ostragehege Dresden 1863

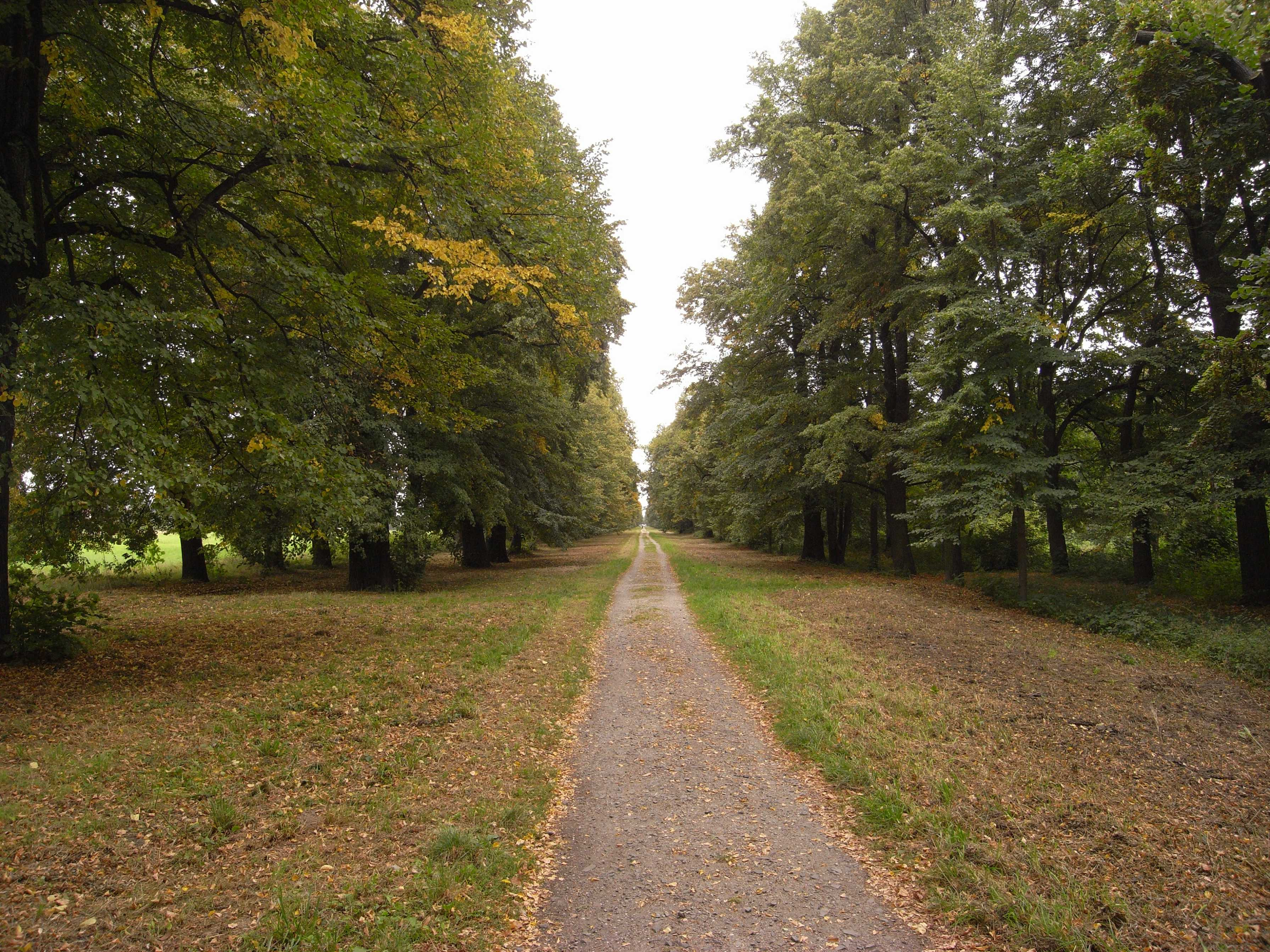
Dresden, Großes Ostragehege, Hauptallee

Die Landschaft des Bildes gibt augenscheinlich die Gegend des Großen Ostra-Geheges in Dresden wieder. Das Areal liegt nordwestlich an der Stadtgrenze am Südufer der Elbe und westlich des Flusses Weißeritz. Die unterbrochenen Wasserflächen sollten die Elbe darstellen. Mit der linken Baumreihe könnte eine der drei Alleen gemeint sein, die zu Beginn des 19. Jahrhunderts vom Ufer der Weißeritz nach Westen verliefen. Das Gebiet war von einer teilweise bewaldeten Feuchtwiesenlandschaft geprägt. An dieser Stelle ergoss sich die Weißeritz in die Elbe und erzeugte einen großen Schwemmlandfächer. Es gibt in der realen Landschaft für die Perspektive des Malers keinen Standpunkt. Um einen solchen Sektor im Blickwinkel aufnehmen zu können, müsste man einige Meter über dem Boden schweben. Die Landschaft des Ostra-Geheges dient dem Maler offenbar nur als ein ungefähres Motiv. Mayumi Ohara hält den Titel Großes Gehege nur für bedingt zutreffend. Friedrich war mit der Gegend vertraut. Er wohnte seit 1820 im Haus An der Elbe 33 und konnte den vermeintlichen Malort zu Fuß binnen einer halben Stunde erreichen. Das einzig gesicherte Skizzenmaterial, das der Maler für das Gemälde verwendete, zeigt Baumreihen aus dem mecklenburgischen Breesen vom Jahr 1804. 

## Bilddeutung
Die Deutung des Bildes wird in der Kunstgeschichte unter religiösen, strukturell-ästhetischen und formexperimentellen Gesichtspunkten betrieben. Helmut Börsch-Supan erkennt in dem Gemälde eine klare Botschaft, die er nahezu allen Bildern des Malers unterstellt, nämlich die Gedanken „um das endliche Leben als Vorstufe zum ewigen“. Die berückende Schönheit im Himmel und seinen Reflexen auf der Erde verwiesen auf die „letzten Dinge“. Dagegen spricht Hilmar Frank von „fast gegenstandsenthobenen Ausdruckscharakteren von Form und Farbe“, die sich hier begegnen. Willi Wolfradt war 1924 der erste Kunsthistoriker, der geometrische Muster hinter Wolken und Landschaft entdeckte. Für Börsch-Supan sind „die Versuche müßig, der Schönheit des Bildes durch geometrische Gesetze auf die Spur zu kommen.“ Jens Christian Jensen will den Gegensatz von Religion und Geometrie nicht gelten lassen. „Sinnlicher Zauber und Glaubensüberzeugung sind eine Einheit geworden. Wer mag sie zerteilen?“

### Struktur und Geometrie
In der kunsttheoretischen Analyse des Bildes wird der paradoxe Gegensatz diskutiert, der sich zwischen dem „Eindruck totaler Geordnetheit“ und der faszinierenden Wirkung ergibt, die aus dem Zusammenspiel der kühlen Farben und den schlicht gehaltenen Bildgegenständen der Landschaft hervortritt.

„Für sich gesehen sind die blassen Wasserläufe und Lachen so fremd und unvertraut wie die Topographie eines fernen Planeten.“

Friedrich arbeitet hier gegen die perspektivische Sehgewohnheit, er verlässt scheinbar den „euklidischen Raum, und erfindet einen pneumatischen Raum, der uns entgegenkommt und zugleich zurückweicht“. Mit dem Formenmuster des Flussbettes entsteht der Eindruck einer sich dem Himmel entgegen wölbenden Kugel. Entscheidend für dieses Phänomen sind die ins Bild eingeschriebenen und an der Horizontlinie zusammengebundenen Hyperbeln, die sich im Wolkensaum sowie im Wasserlauf aufschwingen. Diese geometrische Aufladung der Bildkomposition lässt sich im Vergleich zu der vorab entstandenen Skizze zum Großen Gehege deutlich feststellen. 
Zu erkennen ist auch das Strukturprinzip des Goldenen Schnitts. Die Horizontlinie bildet die Waagerechte des Maßsystems. Die linke Senkrechte verläuft am Ende des großen Baumstreifens im Mittelgrund links. Die rechte Senkrechte berührt das Segel des Bootes. 

### Konstruktionsbild

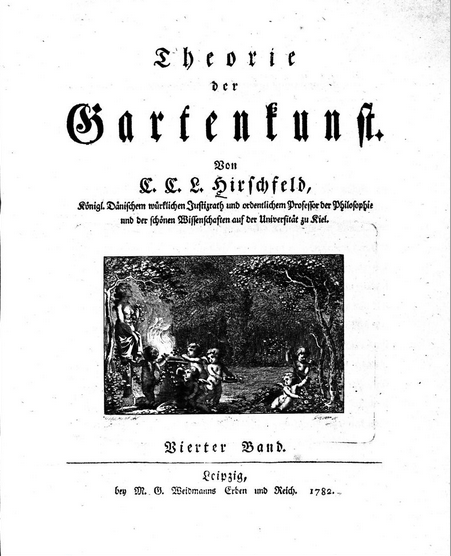
Hirschfelds Theorie der Gartenkunst

Friedrichs Bildästhetik ist stark vom Englischen Landschaftsgarten beeinflusst. Es sind auch in die Landschaftsmalerei übertragene Ansichten und Regeln der Gartenkunst, die für einen Teil der Landschaftsdarstellungen als Anregung für Bildstruktur und Komposition angesehen werden können. Willi Geismeier, Hilmar Frank und Helmut Börsch-Supan haben auf den Landschaftsgarten als geistesgeschichtliche Voraussetzung für Friedrichs Werk hingewiesen und als Quelle die Theorie der Gartenkunst von Christian Cay Lorenz Hirschfeld benannt. Dabei sind es vor allem die Ideen des Kieler Professors der Philosophie und der schönen Künste über das Komponieren von Stimmungen durch das Zusammenführen der verschiedenen Landschaftselemente, die der Maler für seine Arbeit nutzte. Danach kann Das große Gehege als das bedeutendste Konstruktionsbild nach einer Textinspiration aus der Theorie der Gartenkunst von Christian Cay Lorenz Hirschfeld gesehen werden. Als Referenztext infrage kommt eine Überlegung im Kapitel Von den einzelnen Theilen einer Gegend zu den Schwierigkeiten, vor denen sich der Gartenkünstler wie der Landschaftsmaler bei der Gestaltung einer Ebene sieht.

„Allein eine Ebene, die gefallen soll, muß theils nach allen Seiten eine gewisse Ausdehnung haben, theils keine leere unbelebte Fläche vorstellen. Ein langer schmaler Strich hat selbst nichts einnehmendes. Verliert sich die Ausdehnung der Ebene ohne eine Unterbrechung zu weit, daß das Auge nicht mehr die Gränze faßt, so wird der Anblick bald ermüdend werden. Das Auge muß auf ihr Beschäftigung und Unterhaltung finden; ist sie leer oder ganz einfärbig, so wird sie Überdruß und Langeweile erregen. 

Noch mehr Leben empfängt die Ebene durch Wasser, das bald von Sonnenglanz blinket, bald das Antlitz des blauen Himmels und die abwechselnden Malereyen der Wolken zurückstrahlt. 

Da die Ebene an sich selbst wenig interessant ist, so kann sie noch von der Gränze und Nachbarschaft viel an Eindruck gewinnen. Sie wird schon angenehmer, wenn sie zwischen Gruppen von Bäumen in einen Hain sich verirrt, oder in ein buschigtes Gehügel anschwillt, als wenn sie in die leere Ferne verschwindet; noch viel angenehmer, wenn sich ihr zur Seite ein Gebirge aufthürmt, oder ein hoher Wald […], oder irgend ein anderer wichtiger Gegenstand ihre Gränze mit einer lieblichen Dämmerung bezeichnet.“

Nach diesem Text lässt sich der Bildaufbau mit den genannten Bildelementen nachvollziehen, der von einem „schmalen Strich“ in den Vorder- und Hintergrund entwickelt wird. Das Segelboot ist bei Hirschfeld ein Gegenstand, der die „einförmige Stille“ unterbrechen „und eben irgend ein Leben“ verkündigen kann.

## Skizzen und Studien
Vage in Verbindung mit dem Gemälde zu bringen ist die Naturstudie Landschaft an der Weißeritz vom 24. Mai 1808. Dass Friedrich für das Dresden-Motiv auf völlig andere Landschaften zurückgreift, offenbart die Zeichnung Baumstudien vom 20. Mai 1804.

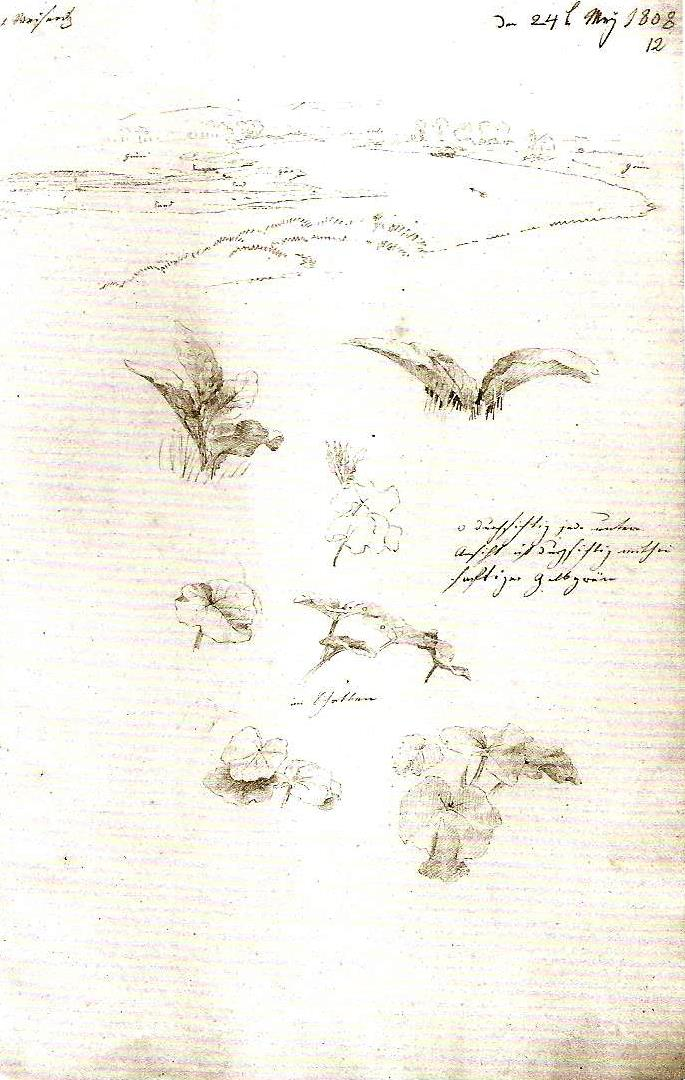
Caspar David Friedrich: Landschaft an der Weißeritz, 1808
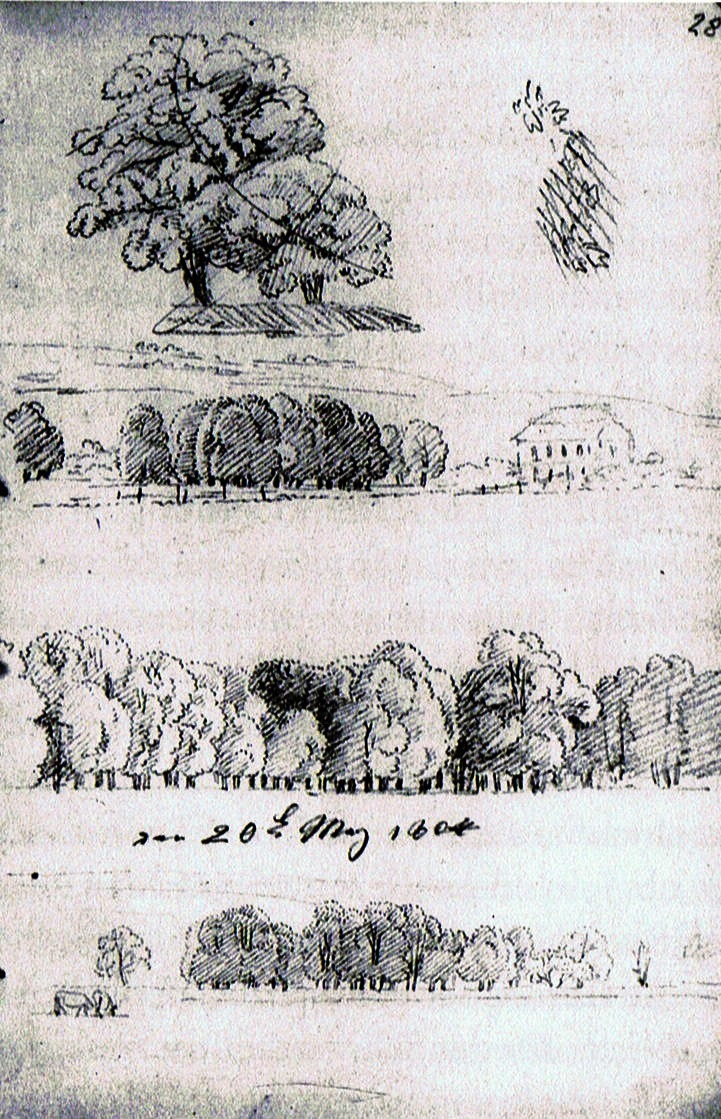
Caspar David Friedrich: Baumstudien, 1804
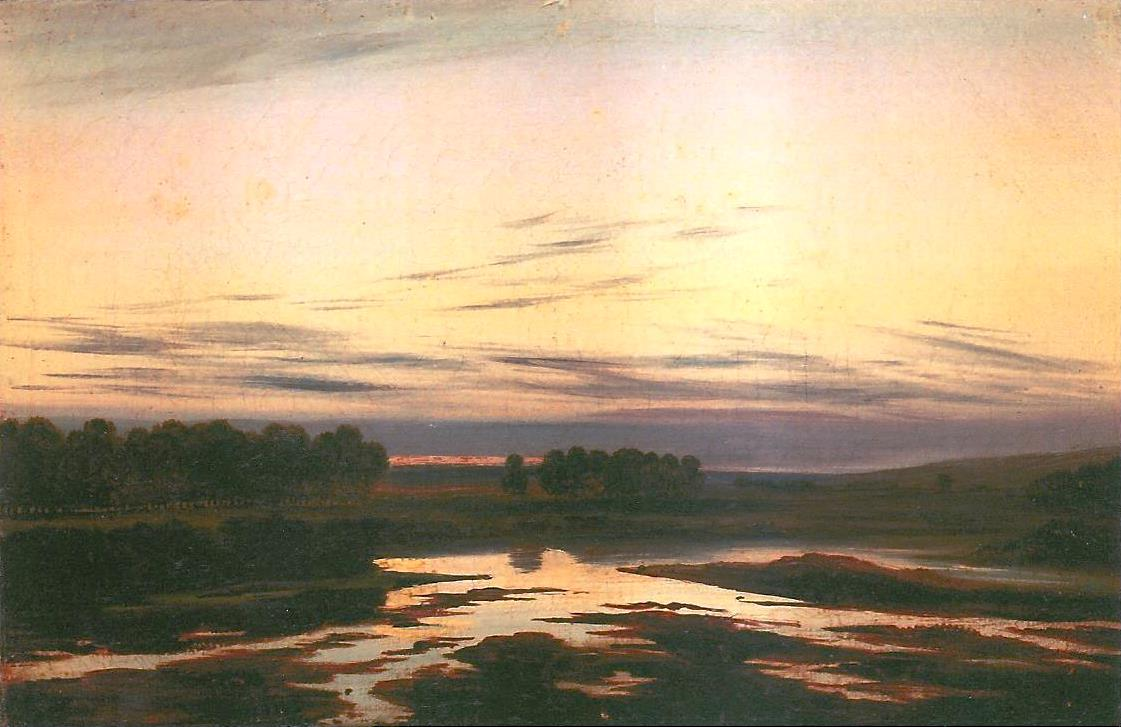
Caspar David Friedrich: Skizze zum Großen Gehege, um 1830

## Provenienz
Das Gemälde wurde 1832 vom Sächsischen Kunstverein erworben.  Bei einer Verlosungsaktion des Vereins im Dezember 1832 gewann das Bild der sächsische Konferenzminister Gottlob Adolf Ernst von Nostitz und Jänkendorf. Die Gemäldegalerie der Staatlichen Kunstsammlung Dresden hat Das Große Gehege 1909 von Ella von Nostitz und Jänckendorf angekauft.

## Einordnung in das Gesamtwerk
Das als Krönung seines Spätwerks bezeichnete Gemälde Das Große Gehege nimmt kompositorisch und wirkungsästhetisch eine Sonderstellung ein. Es zeigt, über welchen außerordentlichen Gestaltungswillen der von Krankheiten geplagte Maler im Alter um die 58 Jahre verfügte.

„In ihm offenbaren sich in konzentrischer Form alle Seelenkräfte, die das einzigartige Lebenswerk dieses Malers hervorgebracht haben, und so eignet das Bild sich rückblickend zum Schlüssel für das Ganze“

Eine ähnliche Dichte der Mitteilung findet sich ebenfalls in dem Gemälde Lebensstufen von 1835.

## Modernität

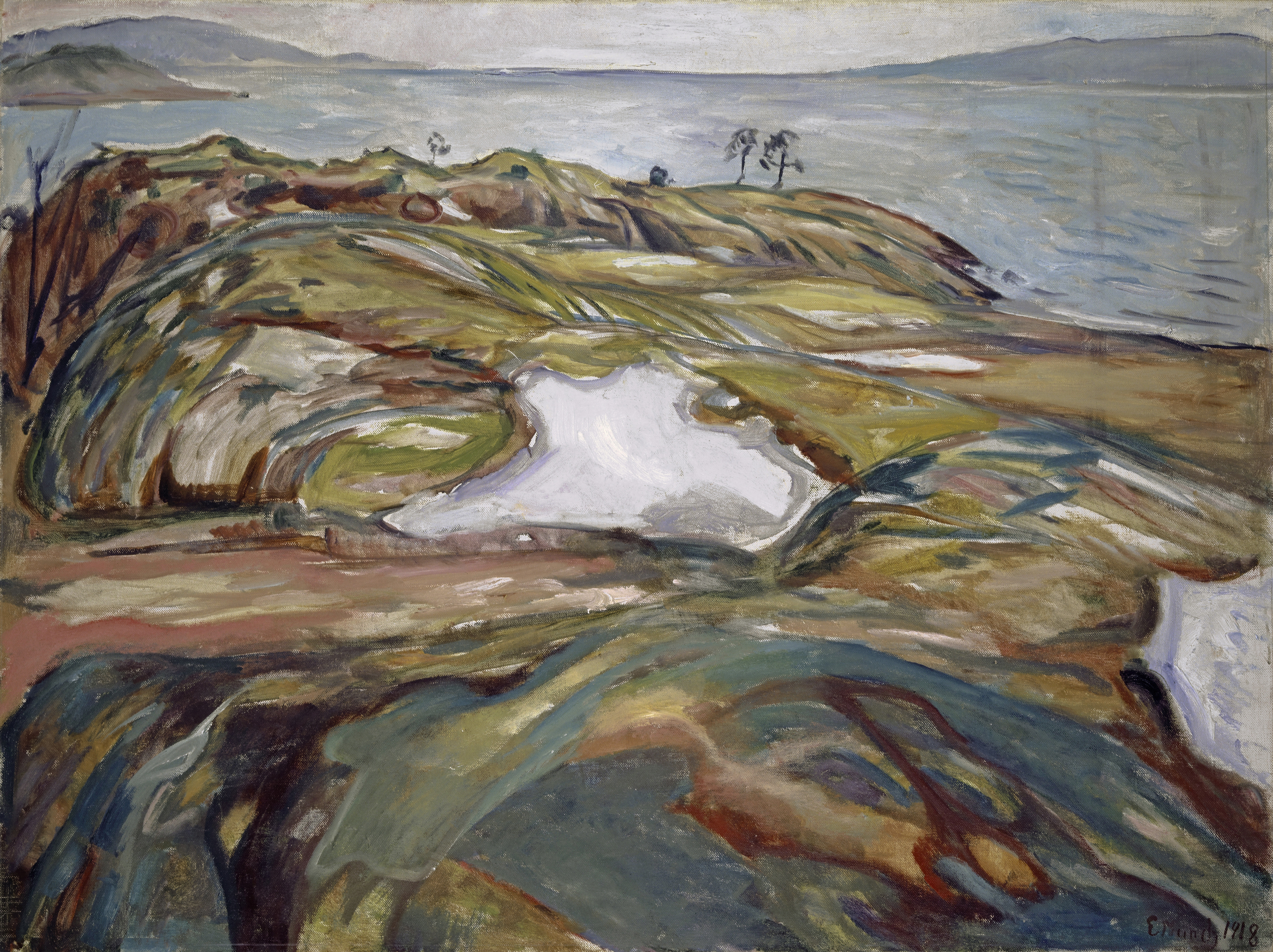
Edvard Munch: Landschaft am Meer, 1921

Friedrich nimmt mit den zu einer atmosphärischen Gesamtwirkung zusammengeführten flächig angelegten Bilddetails Facetten von Landschaften der Klassischen Moderne vorweg. Zum Vergleich können Arbeiten etwa von Edvard Munch oder Erich Heckel herangezogen werden. Das Große Gehege ist ein geeignetes Beispiel dafür, dass nach Theodor W. Adorno mit Malern wie Caspar David Friedrich die „ästhetische Moderne“ beginnt.

## Rezeption

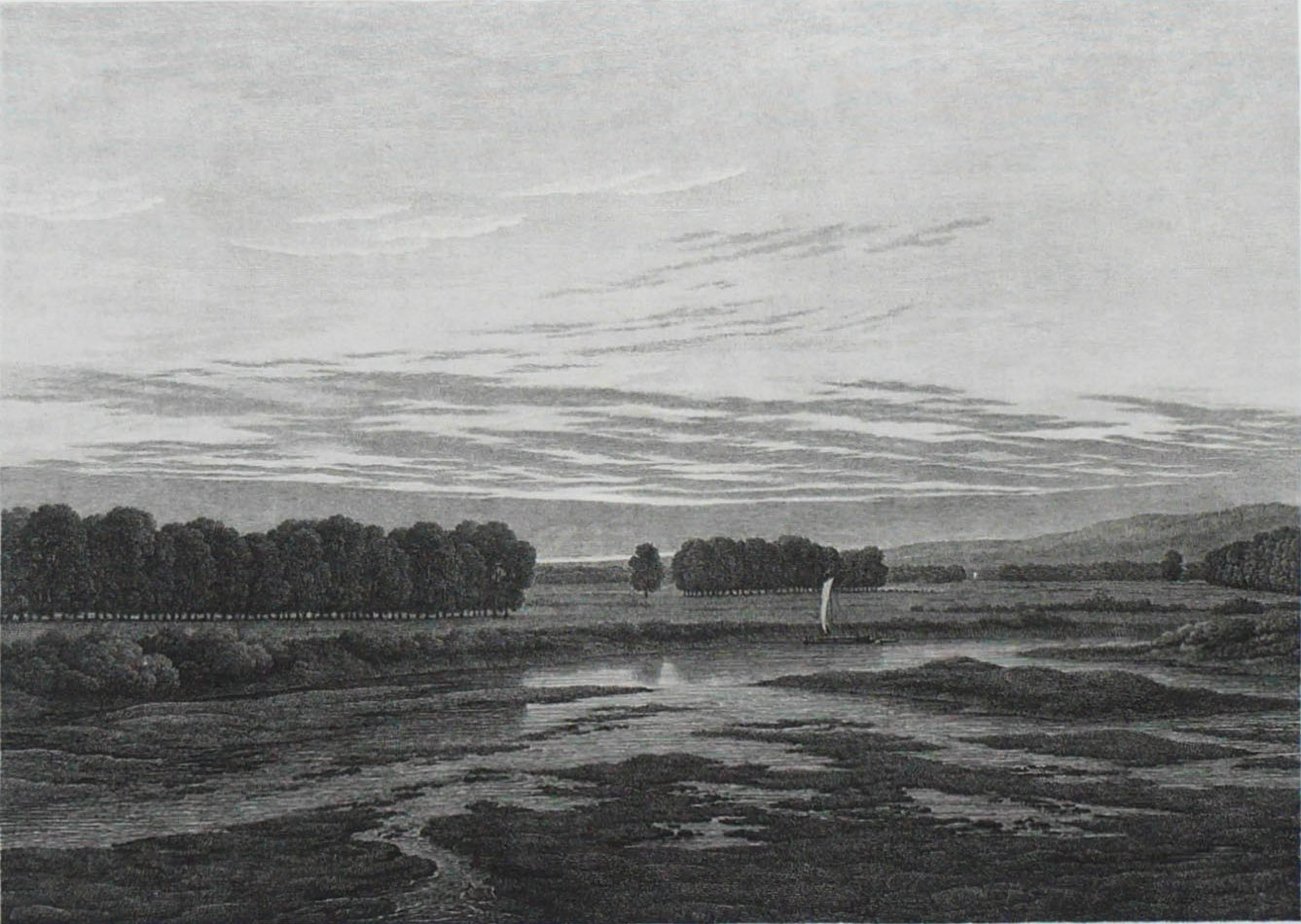
Johann Philipp Veith: Abend an der Elbe, 1832

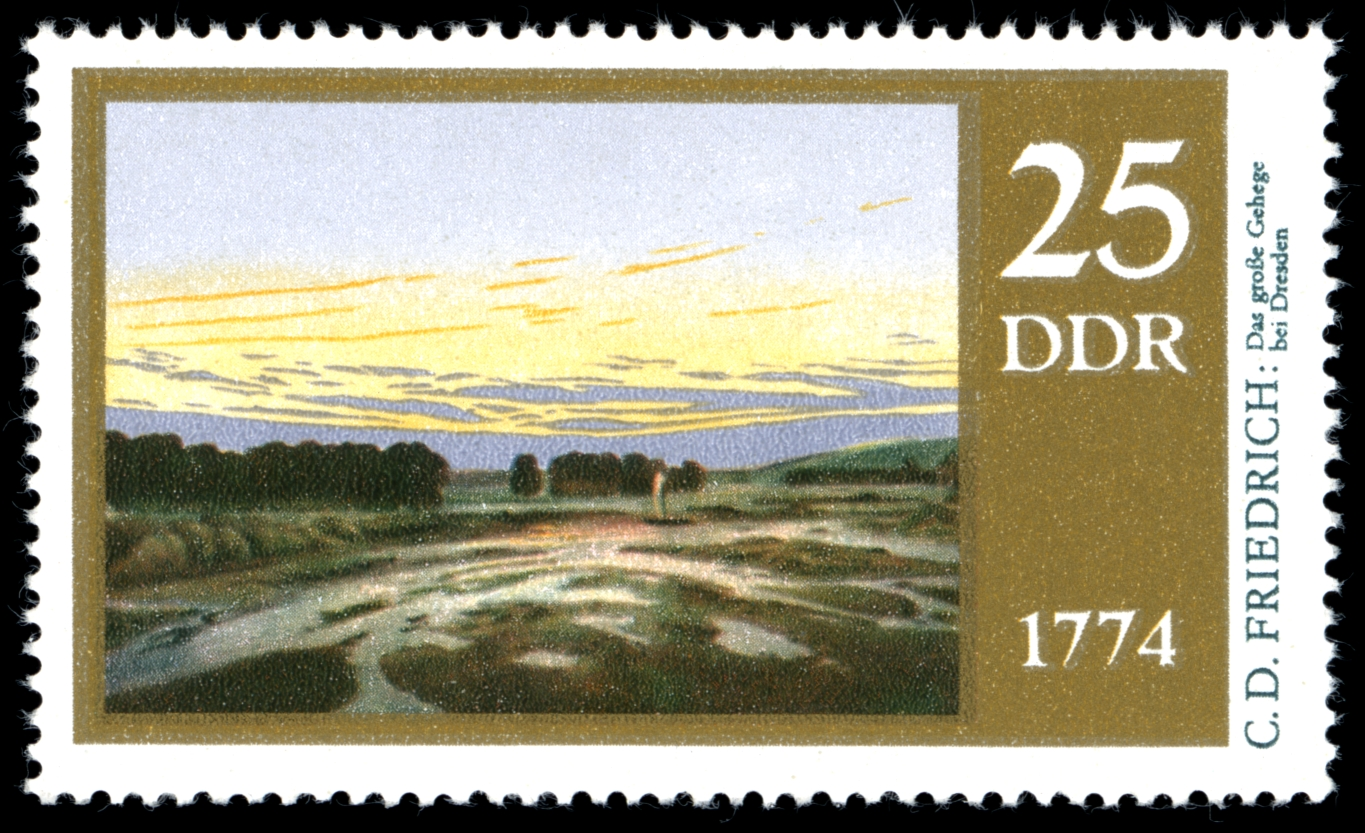
Briefmarke (DDR) 1974

Der Dresdner Landschaftszeichner, Radierer und Kupferstecher Johann Philipp Veith fertigte 1833 für die Bilderchronik des Sächsischen Kunstvereins einen Reproduktionsstich mit dem Titel Abend an der Elbe nach dem Gemälde an. Gegenüber dem Friedrich-Bild sind mehrere Einzelheiten verändert. Veith korrigierte die Perspektive des Vordergrundes hin zu einem flacheren Winkel und veränderte damit die Gestaltungsabsicht des Malers in einem wesentlichen Punkt.
Das Große Gehege wurde 1972 in London auf der großen Caspar-David-Friedrich-Ausstellung gezeigt und von dem gegenüber der deutschen Romantik skeptischen Publikum mit Staunen bewundert.
Zum 200. Geburtstag Caspar David Friedrichs erschien am 21. Mai 1974 in der DDR eine Briefmarke der Deutschen Post der DDR mit dem Motiv des Großen Geheges. 
Im Jahr 2013 stand Das Große Gehege im Mittelpunkt der Dresdner Sonderausstellung Die Erschütterung der Sinne. Erstmals wurden die Meisterwerke von Caspar David Friedrich gemeinsam mit denen seiner europäischen Künstlerkollegen des frühen 19. Jahrhunderts präsentiert, die des Briten John Constable, die des Franzosen Eugène Delacroix und die des Spaniers Francisco de Goya. Gegenübergestellt wurden den Bildern aus der Zeit der Romantik Werke der Gegenwartskunst, um u. a. zu zeigen, wie Caspar David Friedrich etwa Mark Rothko und Gerhard Richter beeinflusste.